# スラッカー・ロック
スラッカー・ロック (Slacker rock) は、1980年代後期から1990年代初期にかけてアメリカで発祥したロックのジャンルの1つ。通常のロックと比較して、緩慢でリラックス然とした演奏スタイルが特徴で、よりオーセンティックな志向をとるバンド、アーティストを形容する言葉として用いられている。

## 歴史
X世代を中心に1980年代から1990年代にかけて興ったスラッカー・カルチャーと関連しており、正確な音を鳴らすことにこだわらなかったり、楽器のチューニングをあえて外したり、スラッカー由来の気だるく歌い上げるボーカルなどを特徴としている。そういったクールで怠慢かつ緩く気取ったイメージは、彼らがその他のセルアウトされたロックと自分たちを区別する姿勢から印象づけられている。
1980年代のビート・ハプニング、トール・ドワーフスらローファイバンドの影響を受け、セバドー、ペイヴメント、スパークルホース、ガイデッド・バイ・ヴォイシズをはじめとするインディー・ロックバンドたちが初期のスラッカー・ロックを形成した。1990年代にはベックの登場によってスラッカー・ロックは栄華を極めた。2010年代以降はマック・デマルコ、アレックス・G、コートニー・バーネットを筆頭としたリバイバルブームも起きている。

## 主なバンド・アーティスト
- ベック
- ビルト・トゥ・スピル
- ダイナソーJr.
- グランダディ
- ガイデッド・バイ・ヴォイシズ
- モデスト・マウス
- ニュートラル・ミルク・ホテル
- ペイヴメント
- スパークルホース
- スーパーチャンク